# Daniel du Toit
Daniel du Toit (Springfontein, 1917 – Bloemfontein, 15 maggio 1959) è stato un astronomo sudafricano.
Lavorò al Boyden Observatory di Bloemfontein, scoprendo o co-scoprendo cinque comete, le comete periodiche 57P/du Toit-Neujmin-Delporte, la 66P/du Toit e la 79P/du Toit-Hartley. e le comete non periodiche C/1945 L1 du Toit e la C/1945 X1 du Toit. Morì il 15 Maggio 1959 mentre finiva una conferenza su "come la morte potrebbe arrivare in qualsiasi momento".

## Riconoscimenti
Nel 1946 gli sono state assegnate la 209°, la 210° e la 212° medaglia Donohoe . Nel 1947 gli è stata assegnata la 213° medaglia Donohoe .